# As Peças Infernais
As Peças Infernais (no original em inglês, The Infernal Devices) é uma trilogia escrita pela autora Cassandra Clare, centrado em uma raça chamada Caçadores de Sombras introduzida em outra série de sua autoria, Os Instrumentos Mortais. A trilogia é uma série prequela da série Os Instrumentos Mortais e contém alguns dos ancestrais dos personagens. Cassandra Clare afirmou que as duas séries podem ser lidas em qualquer ordem, mas é melhor ler na ordem em que foram publicadas para entender melhor as histórias e evitar spoilers indiretos.
A série segue Tessa Gray, uma adolescente órfã que descobre que tem o poder de mudar de forma, mas não tem uma marca que mostre que ela é uma feiticeira. Ela é forçada a aprender como controlar esse poder recém-estabelecido e navegar no novo mundo em que foi lançada por meios fora de seu controle. A série segue a vida de Tessa enquanto ela vive no Instituto de Londres com os Caçadores de Sombras.
A trilogia apresenta William "Will" Herondale, James "Jem" Carstairs, Theresa "Tessa" Gray e outros Seres do Submundo e Caçadores de Sombras no Instituto de Londres. Ele também apresenta Magnus Bane, Camille Belcourt e outros personagens que aparecem na série Os Instrumentos Mortais.
Os livros também contêm muitas citações referentes a peças famosas da literatura vitoriana, como A Importância de Ser Prudente, de Oscar Wilde, e as obras de Samuel Taylor Coleridge e Alfred Tennyson.

## Sinopse
A série se passa em Londres, Inglaterra em 1878, pouco tempo depois dos tratados de paz entre os habitantes do submundo e os Caçadores de Sombras. Como os Caçadores de Sombras se consideram superiores ou mais puros que os Seres do Submundo ou demônios, eles podem não ter escrúpulos em matar também.
O primeiro livro de As Peças Infernais é intitulado Anjo Mecânico e começa a história de Tessa Gray, uma adolescente órfã que está procurando por seu irmão Nathaniel Gray, que desapareceu, e busca sua verdadeira identidade.
Sua busca a mergulha em um mundo que ela nunca soube que existia e revela talentos que ela nunca soube que tinha. Ela terá que aprender a dominá-los se quiser encontrar seu irmão, e deve forjar uma aliança com os Caçadores de Sombras se quiser sobreviver neste mundo perigoso. Muitos dos nomes de família dos Caçadores de Sombras usados em Os Instrumentos Mortais são apresentados pela primeira vez nesta série. Outro personagem de As Peças Infernais, Magnus Bane, o Alto Feiticeiro do Brooklyn, também desempenha um papel na série.
Conforme Tessa Gray é arrastada para o Mundo das Sombras e segue em busca de encontrar seu irmão, ela se apaixona por dois Caçadores de Sombras – mas quando se trata de escolher um, problemas começam a se formar e o suspense entra em sua vida. Ela terá que aprender a esconder seus sentimentos se quiser sobreviver. No entanto, enquanto seu coração se enfurece por amor, mas sua mente está empenhada em salvar seu irmão, ela esconderá seu lado vulnerável? Qual dos Caçadores de Sombras vai ganhar o coração dela?

## Histórico de publicações
| Título             | Publicação original | Título no Brasil  | Lançamento no Brasil | Título em Portugal | Lançamento em Portugal |
| ------------------ | ------------------- | ----------------- | -------------------- | ------------------ | ---------------------- |
| Clockwork Angel    | 31/08/2010          | Anjo Mecânico     | 04/2012              | Anjo Mecânico      | 12/2010                |
| Clockwork Prince   | 06/12/2011          | Príncipe Mecânico | 03/2013              | Príncipe Mecânico  | 02/2013                |
| Clockwork Princess | 19/03/2013          | Princesa Mecânica | 11/2013              | Princesa Mecânica  | 10/2013                |

## Personagens
- Theresa "Tessa" Gray: Uma garota de dezesseis anos de idade que passou os últimos treze anos de sua vida sufocantemente superprotegida por sua tia após a morte de seus pais em um acidente de carro. Ela viveu quase toda sua vida mergulhada em livros e sonha em ter todo tipo de aventuras das heroínas sobre as quais lê, até que é chamada de Nova York a Londres por seu irmão, Nathaniel, após a morte de sua tia, apenas para descobrir que ele foi sequestrado pelas Irmãs Sombrias. O Instituto de Londres é a única esperança de Tessa em encontrar Nate, mas o perigoso mundo de demônios e Integrantes do Submundo tem muitos perigos para ela, especialmente quando ela percebe que pode ser algo que jamais pensou que fosse. Tessa é alta, mais alta do que a maioria dos meninos, tem cabelos crespos castanhos escuros, e olhos acizentados como o mar. Muitos consideram que ela seja uma Integrante do Submundo, especificamente feiticeira, mas ela não carrega nenhuma marca em seu corpo que comprove tal fato. Em Príncipe Mecânico, Jessamine, sob a influência da Espada Mortal, conta que sua mãe pode ter sido uma Caçadora de Sombras e que seu pai era um demônio, mas ainda não se sabe se isso é verdade ou não. Tessa também é mostrada brevemente perto do final de Cidade de Vidro e também é mencionada por Magnus Bane em Cidade dos Anjos Caídos. É sugerido por Cassandra Clare que saberemos onde Tessa está agora, em Os Instrumentos Mortais, no epílogo de Princesa Mecânica.
- William "Will" Owen Herondale: É o tipo de homem que as boas e jovens meninas vitorianas são advertidas a não se envolverem. Ele gosta de bebidas, jogatinas e goza da companhia de mulheres de virtude questionável. Will odeia tudo e todos, com exceção de seu parabatai, Jem, o qual daria a vida. Quando ele se vê estranhamente atraído por Tessa, seus amigos veem a esperança de que a menina Integrante do Submundo será a improvável salvação de Will, mas como Tessa se aproxima do segredo sombrio que torna sua vida uma prisão, o perigo ameaça destruir ambos se ela descobrir a verdade. Ele é bastante alto, tem cabelos pretos e olhos azuis de tempestade. É revelado em Príncipe Mecânico que ele pensou que estava sob uma "maldição" por um demônio que seu pai tinha mantido em um Pyxis e isso explicaria o motivo de ser rude, sarcástico e impulsivo em relação às pessoas que ele ama. Mais tarde no livro, revela-se que a "maldição" é uma farsa e que Will desperdiçou cinco anos de sua vida escondendo suas emoções amorosas dos outros. Ele tenta mostrar a Tessa perto do final do livro que ele a ama, mas logo descobre que Tessa e Jem estão engajados. Ele fica em estado de choque no final do livro, por descobrir que Tessa e Jem estão mais próximos do que gostaria e que sua irmã mais nova, Cecily, vem ao Instituto para se tornar uma Caçadora de Sombras, fato ao qual Will é contra.
- James "Jem" Carstairs: Um garoto de dezessete anos que nasceu e foi criado no Instituto em Xangai, China, e é de ascendência chinesa e britânica. Os pais de Jem foram mortos por um demônio chamado Yanluo, que permitiu que Jem vivesse, mas com um preço terrível a ser pago: ele teria de tomar uma droga que o mata lentamente. E mesmo com a ajuda dos Irmãos do Silêncio, é impossível desviciá-lo da droga, a menos que ele queira morrer uma morte mais rápida. Ele se mudou para o Instituto de Londres pouco depois da morte de seus pais, quando tinha apenas 11 anos. Frágil e de cabelos grisalhos, Jem parece um improvável assassino de demônio, mas suas habilidades e inteligência rápida fazem dele um inimigo formidável. Ele encontra uma alma gêmea em Tessa; ambos sentem que estão divididos entre dois mundos, não pertencendo completamente a um ou ao outro, fazendo com que ele, eventualmente, desenvolva uma forte afeição por ela. Jem é descrito como tendo pele clara, cabelos grisalhos e olhos amendoados de prata, mas quando ele chegou pela primeira vez no Instituto de Londres, Charlotte descreve-o com cabelo preto escuro e os olhos a condizer. Ele foi apaixonado por Tessa durante muito tempo e no final de Príncipe Mecânico propõe a ela. Ela concorda e os dois são contratados para se casar. Ele também é indiferente aos sentimentos de Will por Tessa.
- Jessamine "Jessie" Lovelace: Os pais de Jessamine, como Will, foram Caçadores de Sombras que deixaram a Clave. Tornou-se órfã depois que morreram em um incêndio e foi criada no Instituto por Charlotte e Henry. Jessamine detesta ser uma Caçadora de Sombras, desde o treinamento até o perigo da existência de demônios, que ela considera "fedorentos e repugnantes". Armada com um guarda-sol afiado como uma navalha e uma língua igualmente afiada, Jessamine pode ser perigosa caso ela quiser - tanto para si mesma como para as criaturas sobrenaturais que às vezes ela é forçada a encontrar. Ela completou muito pouco o treinamento obrigatório dos Caçadores de Sombras. Em Príncipe Mecânico, Jessamine trai o Instituto, dizendo a Nate sobre o que o Instituto vem fazendo para encontrar Mortmain. A Espada Mortal é usada em Jessamine e ela é enviada para a mesma célula em que Jace foi preso em Cidade das Cinzas, onde ela encontra-se agora presa. Ela é descrita como "uma bolsa de Vênus", com cabelos cacheados louros, olhos castanhos cor de chocolate e pele pálida.
- Henry Branwell: Distraído e brilhante, Henry passa suas horas de vigília na cripta do Instituto, inventando máquinas fabulosas e armas de engrenagens. Infelizmente, muitas das invenções de Henry nunca funcionam e é tão bom em colocar fogo em si mesmo como é em inventar algo novo e surpreendente. Quando Tessa se vê seguida por um bando de assassinos silenciosos que acabam por se automatizarem com pedaços de pele humana feitos de peças de relojoaria, é Henry quem deve decifar como eles trabalham, a fim de encontrar o gênio demoníamo mais malvado que o Mundo das Sombras de Londres já viu. Ele realmente ama Charlotte, mais do que ele pode pensar. Ele é descrito com cabelos crespos da cor de gengibre combinandos com olhos avelã-esverdeados.
- Charlotte Branwell: Uma mulher de vinte e três anos, Charlotte comanda o Instituto com mãos incríveis. Amável e carinhosa, ela faz o seu melhor para cuidar dos órfãos Caçadores de Sombras que vivem sob seu teto, enquanto esconde sua solidão do marido distraído que ela ama. Parece que não há nada que Charlotte não consegue - até a pesquisa de Tessa sobre seu irmão desaparecido e começa a descobrir uma teia de corrupção e fraude em Mundo das Sombras de Londres, que ameaça rasgar o Enclave dos Caçadores de Sombras. É referenciado que uma vez ela teve que lidar com problemas de raiva relativamente graves (e bastante vulgar). No final de Príncipe Mecânico, é revelado que Charlotte está grávida de seu primeiro filho, um menino. Ela é descrita com cabelos escuros e cacheados e olhos castanhos. Ela também está relacionada com Jocelyn e Clary Morgenstern de Os Instrumentos Mortais.
- Nathaniel "Nate" Gray: Irmão charmoso, bonito, de dezenove anos de Tessa, que viajou para Londres para viver com ele após a morte de sua tia Harriet. Ela está preocupada com seu misterioso desaparecimento, e pede a ajuda dos Caçadores de Sombras para ajudá-la a encontrá-lo. No entanto, a verdade por trás de seu desaparecimento pode ser mais do que Tessa possa lidar. Descobre-se no final de Anjo Mecânico que Nate tem ajudado Mortmain e enganou os Caçadores de Sombras. Em Príncipe Mecânico, ele está "casado" com Jessamine, mas acaba por ser uma farsa e a utilizou para obter informações sobre o que os Caçadores de Sombras faziam para descobrir mais sobre Mortmain. Além disso, descobre-se em Príncipe Mecânico, que ele não está relacionado com Tessa desde que sua mãe é tia Harriet. Ele morre no final de Príncipe Mecânico devido a uma explosão causada por uma das invenções de Henry utilizadas em um autômato criado por Mortmain. Nate é mundano com longos cabelos loiros, pele clara e olhos azuis.
- Magnus Bane: Um feiticeiro belo, misterioso e um tanto extravagante, arregimentado pela Clave para ajudar em sua busca para descobrir a verdade por trás do desaparecimento de Nathaniel Gray. Ele está em um relacionamento com a vampira Camille Belcourt, mas rompe com ela em Príncipe Mecânico quando ele descobre que ela está o traindo com um mundano. Mais tarde, ele começa a sair com Woolsey Scott, fundador da Lupus Preator. Ele também é um personagem da série Os Instrumentos Mortais.
- Axel Mortmain: O empregador de Nathaniel Gray e de Alexei De Quincey, ele leva a empresa de seu pai para comprar engrenagens e outros itens maquinários, tornando-o muito rico. Mais tarde, ele acaba revelando-se como o real Magistrado, apesar de ser um mundano comum. Ele insiste em ter feito possível o nascimento de Tessa, alegando que ela é sua "propriedade".
- Sophie Collins: A menina criada do Instituto. Ela é uma mundana, mas tem o dom da Visão e consegue enxergar tudo sobre o Mundo das Sombras. Ela está no final da adolescência, e tem uma cicatriz no lado do rosto causada por um antigo empregador. Sophie inicialmente tem sentimentos por Jem, mas logo mostra sentimentos por Gideon Lightwood, com quem ela vê uma relação impossível, por muitas razões, apesar da óbvia atração mútua.
- Gideon Lightwood: O filho mais velho de Benedict Lightwood, Gideon é reservado e pacífico, ao contrário de seu irmão mais novo, Gabriel. Gideon aparece pela primeira vez em Príncipe Mecânico depois de ter sido chamado de volta do Instituto na Espanha para ajudar na formação de Sophie e Tessa. Gideon não gosta das maneiras de seu pai, que enquanto morava na Espanha aprendeu que não eram as normas para Caçadores de Sombras. Gideon é apaixonado por Sophie. Ele tem cabelo loiro-arenoso e tempestuosos olhos cinza-esverdeados.
- Gabriel Lightwood: Filho mais novo de Benedict, Gabriel é o arqui-rival de Will. Alto, bonito, rico mas bastante revoltado, se irrita com facilidade, principalmente quando envolvem sua família na discussão. Ele é forçado a treinar Tessa para ser uma Caçadora de Sombras. Ele ignora o fato de que seu pai não está se comportando da maneira que os Caçadores de Sombras deveriam se portar pensando que poderia ajudá-lo sem a ajuda de Charlotte e os outros moradores do Instituto de Londres. A razão pela qual ele odeia Will é porque ele envergonhou Gabriel e sua irmã, Tatiana, lendo o diário dela em voz alta para um grande grupo de pessoas durante uma festa de Natal e quebrando o braço de Gabriel no processo. Ele tem cabelo castanho escuro e olhos verdes e em pouco tempo desenvolve uma forte afeição por Cecily Herondale, fato que, apesar de recíproco, tentam inicialmente esconder por causa dos ciúmes de seu irmão mais velho - Willian.
- Benedict Lightwood: Um dos membros mais influentes da Clave, Benedict é o pai de Gideon e Gabriel. Ele brinca de práticas ilegais e tem uma preferência por mulheres Integrantes do Submundo e demônios; ele contraiu varíola demoníaca em algum momento de sua vida e passou para sua esposa. Como Nate, ele trabalha para Mortmain na esperança de receber a cura para a varíola demoníaca.
- Lady Camille Belcourt: Uma vampira bonita e graciosa. Ela tem pálidos cachos loiros e um pingente brilhante vermelho. Ela ajudas Tessa e Will em seus esforços para capturar De Quincey. Ela está em um relacionamento com o feiticeiro Magnus Bane e desenvolveu um ódio muito forte de De Quincey depois dele brutalmente assassinar seu amante lobisomem. Camille também é mostrada em Cidade dos Anjos Caídos.
- Woolsey Scott: Um lobisomem que aparece pela primeira vez em Príncipe Mecânico. Como o progresso do livro, logo descobrem que após o rompimento de Magnus com Camille, ele agora está com Woolsey. Woolsey é o fundador do Lupus Pretor, o mesmo grupo que Jordan Kyle participa em Cidade dos Anjos Caídos na série Os Instrumentos Mortais.
- Alexei De Quincey: Outro vampiro pálido, com cabelos loiros. Ele finge concordar com os Acordos, mas, na realidade, odeia. Ele não gosta de "parceria" com os Caçadores de Sombras, e em resposta realiza jogatina e mata seres humanos para ridicularizar os Acordos. Ele é erroneamente considerada como o Magistrado por um tempo curto e é o segundo empregador de Nate.
- Cecily Herondale: A irmã mais nova de 14/15 anos de Will, que foi mencionada pela primeira vez em Anjo Mecânico. Em Príncipe Mecânico, ela é mostrada mais de uma vez. Primeiro, quando Will, Jem e Tessa estão nos campos perto de Ravenscar Manor e vêem Cecily saindo do carro e entrando na casa onde viveu Mortmain. Além disso, no final, Cecily vem para o Instituto e pede para ser treinada como uma Caçadora de Sombras. Will descreve Cecily como uma menina cabeça-dura e sarcástica. Ragnor Fall também descreve Cecily como "muito parecida com Will." Cecily é alta, com cabelo preto escuro, pele branca pálida, lábios vermelhos e olhos azuis-violeta.
- Ragnor Fell: Um bruxo que auxilia Charlotte em manter o controle sobre a família Herondale. Ele também aparece na série Os Instrumentos Mortais.

## Recepção
A série recebeu uma recepção crítica muito positiva, com o primeiro livro com média de pontuação de 4,3/5 no Goodreads. O primeiro volume da adaptação original do mangá em inglês chegou à lista de mangás mais vendidos do The New York Times na semana de 28 de outubro a 3 de novembro de 2012.

## Adaptações
Cassandra Clare confirmou que "As Peças Infernais foi escolhida como um projeto de filme pelas mesmas pessoas que escolheram Os Instrumentos Mortais junto com a Walt Disney Pictures."
Foi anunciado em maio de 2020 que As Peças Infernais será adaptada em uma série de TV para a BBC Three.